# 47-es busz (Debrecen)

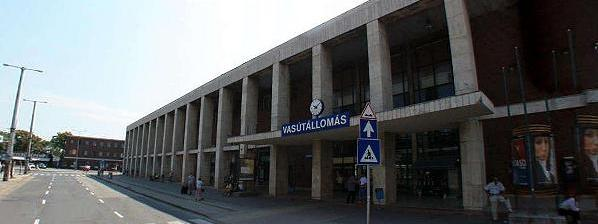
Nagyállomás

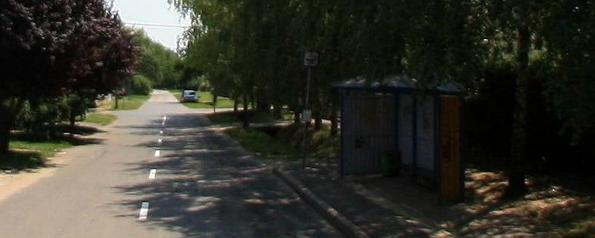
Vadász utca(ma: Tégláskerti utca)

A debreceni 47-es jelzésű autóbusz a Tégláskerti utca és a Nagyállomás között közlekedik. Útvonala során érinti a Tégláskertet, Tégláskerti iskolát, Salakmotorpályát, Debreceni Erőműt és a Nagyállomást. A 47-es buszon felül közlekednek 42-es és 47Y jelzéssel is járatok a Nagyállomás és a Tégláskerti utca között.

## Története
1955. május 9-én új járat indult a Rózsa utca és a Tégláskert között 11-es jelzéssel. 1959. július 7-től a Rózsa utcai helyi autóbusz-állomás megszűnése miatt a Kossuth utca-Burgundia utca sarki buszmegállóig közlekedik. 1960. október 30-án kapta meg a 7-es jelzést, végállomása pedig a Széchenyi utca elejére került. 1963. október 27-én a tégláskerti végállomás a Kanális utcáról a Balaton utcára kerül át. 1967-től a Simonffy utca – Piac utca – Miklós utca – Szoboszlói út – Salétrom utca – Déli sor – Balaton utca útvonalon közlekedett. 1968-ban a Miklós utca átépítése miatt először a Simonffy utca – Piac utca – Széchenyi utca – Külsővásártér – Salétrom utca – Déli sor – Balaton utca útvonalon, majd később a Simonffy utca – Piac utca – Széchenyi utca – István út – Déli sor – Balaton utca útvonalon közlekedett. November 19-től ismét az eredeti útvonalon közlekedett. 1969. január 20-tól egyes járatok betéttel a Vértesi út 1-hez. 1970 júliusában építési munkálatok miatt ideiglenesen a Déli sor – István út – Vértesi út – Gázvezeték utca útvonalon közlekedett. 1973-ban elindult a rövid ideig fennálló 7A busz, ami csak a Simonffy utca és a Déli sori Volán telep között közlekedett. A 7A busz 1974-ben megszűnt. 1979. február 24-én teljesen megújult a 7-es busz. A járat ekkor kapta meg a Nagyállomás – Homokkerti felüljáró – Mikepércsi út – (Epreskert utca) – Gázvezeték utca – Balaton utca útvonalat. Szintén ezen a napon elindult a 7Y járat, mely betért a Kertészethez. 1993. szeptember 1-én a 7Y járat megszűnt. 2001 szeptemberében egy megállóval meghosszabbították, így azóta már a Vadász utcáig (mai Tégláskert utca megálló) közlekedik. 2009. július 1-én a 47-es jelzést kapta. 2011. július 1-én a 42-es buszt meghosszabbították a Vadász utcáig, illetve új elágazó járata a 42Y is innen indult. A 47-es busz ezzel egyidejűleg jelentősen leritkították és korlátozták az üzemidejét. Később a 42/42Y buszokon megszűnt a vonali vezetőváltás, így a 47-es buszok ismét egész nap közlekedtek. 2012 augusztusában elindul a 47Y busz, mely a Mikepércsi úton és az Epreskert utcán haladva egy kerülővel éri el a Gázvezeték utcát.

## Járművek
A viszonylaton Alfa Cívis 12 szóló buszok közlekednek.

## Útvonala
| Tégláskert utca felé | Nagyállomás felé |
| --- | --- |
| Nagyállomás vá. – Homokkerti felüljáró – Mikepércsi út – Epreskert utca – Gázvezeték utca – Balaton utca – Vadász utca – Tégláskert utca vá. | Tégláskert utca vá. – Vadász utca – Tégláskert utca – Halász utca – Balaton utca – Gázvezeték utca – Mikepércsi út – Homokkerti felüljáró – Wesselényi utca – Nagyállomás vá. |

## Megállóhelyei
| 0 | Nagyállomás végállomás                | 12 | 1, 2 5, 5A 10, 10A, 10Y, 14, 16, 18, 18Y, 21, 30, 30A, 30I, 30N, 37, 39, 42, 42A, 43, 44, 46, 46E, 46H, 47Y, 48, 49, 49Y, 146, A1, Airport1 Helyközi buszok S506 sebesvonat, gyorsvonat, IC, EC, expresszvonat |
| 2 | Debreceni Erőmű                       | 10 | 18, 18Y, 42, 44, 47Y, 49, 49Y, Airport1 Helyközi buszok |
| 3 | Epreskert utca (↓) Leiningen utca (↑) | 9  | 18Y, 42, 44, 47Y, 49, 49Y, Airport1 |
| 4 | Gázvezeték utca                       | 6  | 42, 47Y |
| 5 | Bádogos utca                          | 5  | 42, 47Y |
| 5 | Salakmotorpálya                       | 4  | 42, 47Y |
| 6 | Kanális utca                          | 3  | 42, 47Y |
| 7 | Balaton utca                          | 3  | 42, 47Y |
| 7 | Téglás utca                           | 2  | 42, 47Y |
| 8 | Tégláskerti iskola                    | 1  | 42, 47Y |
| 9 | Tégláskert utca végállomás            | 0  | 42, 47Y |